# Xianxia
Xianxia (chinesisch 仙俠 / 仙侠, Pinyin xiānxiá) ist ein charakteristisches Genre der chinesischen Literatur und des chinesischen Films. Es verbindet Einflüsse aus dem Fantasy-Genre, der chinesischen Mythologie, des Taoismus, des Buddhismus, der chinesischen Kampfkunst, der traditionellen chinesischen Medizin, der chinesischen Volksreligion, der chinesischen Alchemie und anderen traditionellen chinesischen Elementen.

## Geschichte
Xianxia-Romane wurden während der Zeit der Republik China bekannt, aber es war der Roman Legend of the Swordsmen of the Mountains of Shu aus dem Jahr 1932, durch den das Genre populär wurde. Im 21. Jahrhundert lebte das Genre mit dem Aufkommen des Online-Publishing wieder auf mit Websites wie Qidian.com, Zongheng.com und 17k.com, die Autoren eine Plattform bieten, um ein breites Publikum mit umfangreichen, serialisierten Inhalten zu erreichen. Es wurde in den frühen 2000er Jahren vor allem durch Fanübersetzungen außerhalb Chinas populär. Romane wie Stellar Transformations, Coiling Dragon, Martial God Asura und I Shall Seal the Heavens führten zu einem Boom solcher Fan-Übersetzungen. Dieses Genre ist auch ein fester Bestandteil chinesischer Fernsehsendungen, von Filmen, Manhua (Comics), Donghua (Animation) und Spielen.

## Eigenschaften
Protagonisten sind normalerweise „Kultivierende“ (修心者 xiūzxinzhě, 修士 xiūshì oder 修仙者 xiūxiānzhě), die versuchen, unsterbliche Wesen namens Xian zu werden. Auf ihrem Weg erlangen sie ewiges Leben, übernatürliche Kräfte und unglaubliche Stärke. Die in Xianxia praktizierte fiktive Kultivierung basiert stark auf der realen Meditationspraxis Qigong.
Die Geschichten enthalten normalerweise Elemente wie Götter, Unsterbliche, Geister, Monster, magische Schätze, unsterbliche Gegenstände, medizinische Pillen und dergleichen. Sie finden oft in einer „Kultivierungswelt“ statt, in der Kultivierende heftige und oft tödliche Kämpfe führen, um die Ressourcen zu erwerben, die sie brauchen, um stärker zu werden. Oft erinnert das anfängliche Setting an das alte China, aber es entwickeln sich meist Geschichten kosmischer Natur daraus, wobei die Protagonisten gottähnliche Fähigkeiten erlangen und manchmal ihre eigenen Planeten, Galaxien oder Universen erschaffen. Während Action und Abenteuer im Vordergrund stehen, gibt es auch romantiklastige Geschichten.

## Filme und Fernsehen
Vielleicht einer der frühesten erfolgreichen Xianxia-Filme war 1983 der Hongkonger Film Zu Warriors from the Magic Mountain, dem 2001 der Film The Legend of Zu folgte.
Andere Verfilmungen von Romanen wurden gut aufgenommen, wie der romantische Xianxia-Film Once Upon a Time aus dem Jahr 2017 und die Jade-Dynastie aus dem Jahr 2019.
Insgesamt sind Fernsehsendungen zahlreicher als Filme, wenn es um Xianxia-Adaptionen geht.
Einige der beliebtesten und erfolgreichsten chinesischen Fernsehserien der letzten Zeit stammen aus dem Xianxia-Genre, wie Ashes of Love, Eternal Love, The Journey of Flower und The Untamed. Es ist erwähnenswert, dass alle vier Dramen aus beliebten Romanen stammen, die in der Jinjiang Literature City veröffentlicht wurden. Dazu kommen Swords of Legends, Noble Aspirations, Love of Thousand Years, Love and Redemption und weitere Filme und TV-Serien.

## Etymologie
Die Zeichen, die Xianxia bilden, sind „xian“ (仙) und „xia“ (侠). Xian bedeutet wörtlich „unsterblich“, nicht im Sinne von Unsterblichkeit, sondern im Sinne des transzendenten Wesens aus der chinesischen Mythologie. Xia wird normalerweise als Held übersetzt, impliziert jedoch speziell eine Person, die mutig, ritterlich und rechtschaffen ist.

## Verwechslung mit anderen Genres
Während der anfänglichen Popularität chinesischer Fantasy-Romane beim englischsprachigen Publikum begannen viele Leser, diesen Begriff zu verwenden, um alle Genres chinesischer Fantasy-Romane zu beschreiben. Obwohl Xianxia viele Eigenschaften mit Wuxia teilt, handelt es sich in Wirklichkeit um separate Genres. Später, als immer mehr Leser den Unterschied zwischen Wuxia und Xianxia verstanden, begannen sie, Xianxia zu verwenden, um sich auf alle Arten von chinesischen Kultivierungsromanen zu beziehen, obwohl es tatsächlich einige einzigartige Genres gibt, die nicht Xianxia sind, wie Xuanhuan, Qihuan usw.